# Мировая серия по регби-7
Мировая серия по регби-7 (англ. World Rugby Sevens Series) — международный турнир по регби-7, управляющийся Международным советом регби. Впервые турнир состоялся в сезоне 1999/2000 и позже стал турниром для ведущих сборных по регби-7. До 2014 года оригинальным названием турнира было IRB World Sevens Series, текущим международным названием является HSBC World Rugby Sevens Series, которое было введено после того, как банковская группа HSBC стала спонсором Мировой серии.
Мировая серия состоит из 10 этапов и проходит с ноября—декабря по май—июнь. Этапы проводятся в 10 странах: в ОАЭ, ЮАР, Австралии, Новой Зеландии, США, Канаде, Гонконге, Сингапуре, Франции и Англии. В турнире принимают участие 16 сборных, 15 из которых — команды «ядра», участвующие во всех турнирах, а место ещё одной занимает команда, прошедшая региональная квалификацию (таким образом, 16-я команда постоянно менятся). Итоги Мировой серии определяются по числу очков, которые набирают команды в зависимости от их выступления на турнире: максимальное число очков получает победитель этапа. Команда, занявшая последнее место в «ядре», выбывает и заменяется победителем Гонконгского этапа; набравшая максимальное число очков команда становится победителем Мировой серии.
С сезона 1999/2000 по сезон 2004/2005 бессменным чемпионом была Новая Зеландия, однако вскоре по одной победе одержали команды Фиджи, ЮАР и Самоа. В топ-3 попадали Англия и Австралия, которые не выигрывали Мировую серию никогда. Рост популярности Мировой серии наметился с 2009 года после включения регби-7 в олимпийскую программу. Благодаря этому несколько команд «ядра» стали укомплектовываться профессиональными регбистами; также Мировая серия стала основным турниром для квалификации в финальный олимпийский турнир.

## История

### Первые соревнования по регби-7
В 1973 году к столетию Шотландского регбийного союза состоялся первый турнир сборных по регби-7. 7 команд приняло участие, победу одержала Англия, победив Ирландию со счётом 22:18 в финале. В 1976 году стал проводиться ежегодный турнир в Гонконге, а в течение последующих 20 лет число соревнований по регби-7 увеличивалось. В 1993 году в Шотландии прошёл первый в истории чемпионат мира по регби-7, а с 1998 года регби-7 стало частью программы Игр Содружества.

### Образование Мировой серии
В сезоне 1999/2000 состоялись первые матчи Мировой серии по регби-7. Президент Международного совета регби Вернон Пью назвал целью проведения Мировой серии расширение регби в мире и становление его в качестве глобального спорта, а также улучшение повышение уровня подготовки спортсменов. В первом сезоне из десяти первых этапов в восьми случаях в финале встречались команды Новой Зеландии и Фиджи, и сборная Новой Зеландии одержала итоговую победу в первом сезоне. Позже последовали ещё пять побед подряд Новой Зеландии в сезонах Мировой серии: их принесли такие игроки, как Карл Те Нана и Амазио Валенсе. Перерывы в серии были разнообразными, число турниров постоянно менялось: в сезоне 2001/2002 их было 11, а в следующем сезоне число этапов сократилось до 7. По итогам сезона 2005/2006 сборная Фиджи прервала победную серию Новой Зеландии и выиграла Серию, ненамного опередив Англию. В следующем сезоне Новая Зеландия вернула себе титул победителя Мировой серии.
Сезон 2008/2009 стал победоносным для сборной ЮАР, которая завоевала победу на родном поле. В сезоне 2009/2010 грянула ещё одна сенсация: победу отпраздновала сборная Самоа, которая в минувшем сезоне заняла 7-е место. Микаэле Песамино, лучший бомбардир 2010 года по числу попыток и лучший регбист в регби-7 2010 года, принёс команде победу на четырёх из пяти последних этапов и помог самоанцам опередить Новую Зеландию.

### Олимпийская эра и профессионалы
Сезон 2011/2012 последний раз проводился с 12 командами «ядра»: их число расширилось до 15, дополнительные путёвки разыграли на Этапе мировой серии в Гонконге в 2012 году. Обладателями путёвок стали команды Канады (впервые с 2008 года вернулись в «ядро»), Испании и Португалии. Впервые с 2001 года в Мировой серии сыграла сборная Японии (покинула её в 2015 году), а Новая Зеландия одержала снова победу в Мировой серии.
В сезоне 2012/2013 планировалось выступление сборной Аргентины, однако от него отказались в связи с дебютом сборной по регби-15 в Чемпионате регби. Победу в сезоне снова отпраздновала Новая Зеландия, опередив сборную ЮАР, а сезон 2013/2014 привёл к тому, что Испания впервые выбыла из «ядра». Её место заменила Япония.
Сезон 2014/2015 положил начало квалификации на Олимпийские игры в Рио-де-Жанейро: четыре лучшие сборные проходили в финальный этап. Таким образом, на турнир благодаря результатам Мировой серии квалифицировались команды Фиджи, ЮАР, Новой Зеландии и Великобритании. Сезон 2014/2015 и 2015/2016 остался за Фиджи: впервые в истории команда защитила титул чемпиона Мировой серии, не уступив его Новой Зеландии. Тренером фиджийцев был Осеа Колинисау. Первые победы одержали сборные США (этап в Лондоне 2015 года, итоговое 6-е место), Кении (этап в Сингапуре 2016 года) и Шотландии (этап в Лондоне 2016 года). В сезоне 2015/2016 было изменено расписание: вместо Японии и Шотландии этапы прошли во Франции, Сингапуре и Канаде.
В сезоне 2016/2017 сборная ЮАР вышла восемь раз в финалы этапов и победила пять раз, а на предпоследнем этапе в Париже досрочно выиграла турнир и попала на чемпионат мира 2018 года. Ещё четыре команды прошли по итогам сезона на Кубок мира: Канада, Аргентина, Шотландия и Самоа.

## Страны-хозяйки этапов
| Этап           | Стадион              | Город           | Вступил в Мировую серию | Начало розыгрыша | Месяц            | Источник |
| -------------- | -------------------- | --------------- | ----------------------- | ---------------- | ---------------- | -------- |
| ОАЭ            | Севенс               | Дубай           | 1999/2000               | 1999             | Декабрь          |          |
| ЮАР            | Кейптаун             | Кейптаун        | 2004/2005               | 1999             | Декабрь          | [ 23 ]   |
| Новая Зеландия | Уаикато Стэдиум      | Гамильтон       | 1999/2000               | 2000             | Январь / февраль |          |
| Австралия      | Альянц Стэдиум       | Сидней          | 1999/2000               | 1986*            | Январь / февраль | [ 24 ]   |
| США            | Сэм Бойд Стэдиум     | Лас-Вегас-Уэлли | 2004/2005               | 2004             | Март             | [ 25 ]   |
| Канада         | Би-Си Плэйс          | Ванкувер        | 2015/2016               | 2016             | Март             | [ 26 ]   |
| Гонконг        | Гонконг Стэдиум      | Гонконг         | 1999/2000               | 1976             | Апрель           | [ 5 ]    |
| Сингапур       | Национальный стадион | Сингапур        | 2015/2016               | 2002             | Апрель           | [ 27 ]   |
| Франция        | Стад Жан-Буан        | Париж           | 2015/2016               | 1996             | Май              | [ 28 ]   |
| Англия         | Туикенем             | Лондон          | 2000/2001               | 2001             | Май              |          |

С сезона 2015/2016 Мировая серия включает в себя 10 этапов. Большая часть турниров началась после их включения в состав Мировой серии, однако ещё до её учреждения проводились турниры в Гонконге (с 1976 года), в Австралии (в 1986—1989 годах, возрождён в сезоне 1999/2000) и во Франции (с 1996 года).

## Участники

### Команды ядра
15 сборных на основе их выступлений в предыдущем сезоне получают статус «команд ядра» и право выступать в Мировой серии по регби-7 в течение сезона на всех этапах. С 2012/2013 годов проводятся игры на выбывание, в которых худшая команда этапа соревнуется за право попасть в число команд ядра. Ниже представлены команды, играющие в сезоне 2017/2018 Мировой серии по регби-7 и их результаты прошлого сезона. Испания представлена здесь как команда, прошедшая в ядро Мировой серии.
| Место в сезоне 2016/2017 | Сборная        | Выступает с | Последний лучший результат |
| ------------------------ | -------------- | ----------- | -------------------------- |
| 1                        | ЮАР            | 1999–2000   | (2016–17)                  |
| 2                        | Англия         | 1999–2000   | (2016–17)                  |
| 3                        | Фиджи          | 1999–2000   | (2015–16)                  |
| 4                        | Новая Зеландия | 1999–2000   | (2013–14)                  |
| 5                        | США            | 2008–2009   | 5 (2016–17)                |
| 6                        | Австралия      | 1999–2000   | (2000–01)                  |
| 7                        | Шотландия      | 1999–2000   | 7 (2016–17)                |
| 8                        | Канада         | 2012–2013   | 6 (2013–14)                |
| 9                        | Аргентина      | 1999–2000   | (2003–04)                  |
| 10                       | Уэльс          | 2006–2007   | 6 (2006–07)                |
| 11                       | Франция        | 1999–2000   | 7 (2005–06)                |
| 12                       | Кения          | 2002–2003   | 5 (2012–13)                |
| 13                       | Самоа          | 1999–2000   | (2009–10)                  |
| 14                       | Россия         | 2015–2016   | 14 (2016–17)               |
| P*                       | Испания        | 2017–2018   | 14 (2011–12)               |

| Сборная    | Последний сезон в ядре | Последний лучший результат |
| ---------- | ---------------------- | -------------------------- |
| Португалия | 2015–2016              | 14 (2014–15)               |
| Япония     | 2016–2017              | 15 (2016–17)               |

В сезоне 2011/2012 число команд ядра равнялось 12, расширение до 15 состоялось перед началом сезона 2012/2013. Три новых сборные определились по итогам квалификационного этапа в Гонконге, где приняли участие 12 сборных. Расширение ядра при этом не привело к непосредственному расширению масштабов уже проводящихся этапов.

### Выбывание и повышение в классе
С сезона 2013/2014 учреждены следующие правила повышения и выбывания в классе:
- Ежегодно одна команда выбывает из Мировой серии и одна команда попадает в Мировую серию.
- Выбывает ежегодно «команда ядра», которая покажет худший результат по итогам всех этапов Мировой серии.
- Победитель квалификационного турнира в Гонконге, в котором участвуют 12 команд, станет «командой ядра».

### Квалификационные этапы
Матчи Мировой серии по регби-7 могут носить статус квалификационных к конкретным турнирам. Так, четыре лучшие сборные сезона 2014/2015 автоматически вышли на Олимпиаду в Рио-де-Жанейро; ещё несколько команд по итогам сезона 2016/2017 прошли на чемпионат мира 2018 года.

## Все результаты

### По сезонам
| Сезон   | Этапов | Победитель           | 2-е место      | 3-е место      | 4-е место      | 5-е место | 6-е место |
| ------- | ------ | -------------------- | -------------- | -------------- | -------------- | --------- | --------- |
| 1999/00 | 10     | Новая Зеландия (186) | Фиджи          | Австралия      | Самоа          | ЮАР       | Канада    |
| 2000/01 | 9      | Новая Зеландия (162) | Австралия      | Фиджи          | Самоа          | ЮАР       | Аргентина |
| 2001/02 | 11     | Новая Зеландия (198) | ЮАР            | Англия         | Фиджи          | Австралия | Самоа     |
| 2002/03 | 7      | Новая Зеландия (112) | Англия         | Фиджи          | ЮАР            | Австралия | Самоа     |
| 2003/04 | 8      | Новая Зеландия (128) | Англия         | Аргентина      | Фиджи          | ЮАР       | Самоа     |
| 2004/05 | 7      | Новая Зеландия (116) | Фиджи          | Англия         | ЮАР            | Аргентина | Австралия |
| 2005/06 | 8      | Фиджи (144)          | Англия         | ЮАР            | Новая Зеландия | Самоа     | Аргентина |
| 2006/07 | 8      | Новая Зеландия (130) | Фиджи          | Самоа          | ЮАР            | Англия    | Уэльс     |
| 2007/08 | 8      | Новая Зеландия (154) | ЮАР            | Самоа          | Фиджи          | Англия    | Аргентина |
| 2008/09 | 8      | ЮАР (132)            | Фиджи          | Англия         | Новая Зеландия | Аргентина | Кения     |
| 2009/10 | 8      | Самоа (164)          | Новая Зеландия | Австралия      | Фиджи          | Англия    | ЮАР       |
| 2010/11 | 8      | Новая Зеландия (166) | ЮАР            | Англия         | Фиджи          | Самоа     | Австралия |
| 2011/12 | 9      | Новая Зеландия (167) | Фиджи          | Англия         | Самоа          | ЮАР       | Австралия |
| 2012/13 | 9      | Новая Зеландия (173) | ЮАР            | Фиджи          | Самоа          | Кения     | Англия    |
| 2013/14 | 9      | Новая Зеландия (180) | ЮАР            | Фиджи          | Англия         | Австралия | Канада    |
| 2014/15 | 9      | Фиджи (164)          | ЮАР            | Новая Зеландия | Англия         | Австралия | США       |
| 2015/16 | 10     | Фиджи (181)          | ЮАР            | Новая Зеландия | Австралия      | Аргентина | США       |
| 2016/17 | 10     | ЮАР (192)            | Англия         | Фиджи          | Новая Зеландия | США       | Австралия |
| 2017/18 | 10     | ЮАР (182)            | Фиджи          | Новая Зеландия | Австралия      | Англия    | США       |
| 2018/19 | 10     | Фиджи (186)          | США            | Новая Зеландия | ЮАР            | Англия    | Самоа     |
| 2019/20 | 6      | Новая Зеландия (115) | ЮАР            | Фиджи          | Австралия      | Англия    | Франция   |
| 2021    | 2      | ЮАР (40)             | Великобритания | Кения          | Канада         | США       | Ирландия  |
| 2021/22 | 9      | Австралия (126)      | ЮАР            | Фиджи          | Аргентина      | Ирландия  | США       |
| 2022/23 | 11     | Новая Зеландия (200) | Аргентина      | Фиджи          | Франция        | Австралия | Самоа     |
| 2023/24 | 8      | Франция              | Аргентина      | Фиджи          | Новая Зеландия | Ирландия  | ЮАР       |

### Рекорды команд
По итогам сезона 2016/2017:
| Команда        | Чемпионы | Финалисты | Третье место | Четвёртое место | Попаданий в Топ-3 | Попаданий в Топ-6 |
| -------------- | -------- | --------- | ------------ | --------------- | ----------------- | ----------------- |
| Новая Зеландия | 12       | 1         | 2            | 3               | 15                | 18                |
| Фиджи          | 3        | 5         | 5            | 5               | 13                | 18                |
| ЮАР            | 2        | 7         | 1            | 3               | 10                | 18                |
| Самоа          | 1        | –         | 2            | 4               | 3                 | 12                |
| Англия         | –        | 4         | 5            | 2               | 9                 | 15                |
| Австралия      | –        | 1         | 2            | 1               | 3                 | 12                |
| Аргентина      | –        | –         | 1            | –               | 1                 | 7                 |
| США            | –        | –         | –            | –               | –                 | 3                 |
| Кения          | –        | –         | –            | –               | –                 | 2                 |
| Канада         | –        | –         | –            | –               | –                 | 2                 |
| Уэльс          | –        | –         | –            | –               | –                 | 1                 |

## Формат

### Правила матчей
Регби-7 — более быстрая версия классического регби, в которой принимают участие по 7 игроков от каждой команды. Матчи проводятся на полноразмерном регбийном поле, каждый тайм длится по 7 минут. Игра более быстрая по ритму, чем регби-15, и очки набираются гораздо быстрее, чем и объясняется стиль подобных матчей. Игрокам также предоставляется возможность продемонстрировать все свои индивидуальные навыки. Турнир по регби-7 длится всего два дня, обычно в нём участвуют 16 команд.
На весь этап команда может заявить до 12 игроков. По истечении основных 7 минут матча игра не прекращается, пока мяч не придёт в «мёртвое положение»: для этого необходимо либо заработать фол, за который назначается схватка, либо вынести мяч в аут, либо же занести попытку. Традиционно засчитываются 5 очков за каждую попытку, за каждую успешную реализацию начисляется ещё 2 очка (она пробивается, как и в обычном регби). Занёсшая попытку команда начинает розыгрыш мяча выбиванием с центра поля за 10-метровую линию половины поля соперника; если же он не пересёк эту линию, соперник получает мяч и начинает атаку с центра без вбрасывания.

### Регламент этапов
World Rugby организует турниры на каждом континенте параллельно этапам Мировой серии по регби-7, и эти турниры являются квалификационными к этапам Серии. В сезоне 2012/2013 они определяли участников предварительной квалификации Мировой серии, а в сезоне 2013/2014 — участников квалификации «команд ядра».
На самом же этапе команды делятся на четыре группы и проводят традиционный круговой групповой турнир. Очки начисляются следующим образом: 3 очка за победу, 2 очка за ничью, 1 очко за поражение и 0 очков за неявку. В случае равенства нескольких команд по очкам применяются следующие критерии для разрешения спорной ситуации:
1. Результаты личных встреч между командами.
2. Разница в набранных командами очках и очках, занесённых соперниками.
3. Разница занесённых и пропущенных попыток.
4. Общее количество набранных очков.
5. Жеребьёвка.

Из группы, как правило, выходят по две команды, которые затем играют в плей-офф. С сезона 2009/2010 в турнире присуждаются четыре трофея: Щит (обладатель 13-го места), Чаша (обладатель 9-го места), Тарелка (обладатель 5-го места) и Кубок (победитель этапа). Трофеи разыгрываются в конце розыгрыша плей-офф. Кубок разыгрывается между полуфиналистами, Тарелка — между четвертьфиналистами, не прошедшими в полуфинал, Чаша — между командами, занявшими 3-е места в группах, Щит — между командами, занявшими 4-е места в группах. Матч за 3-е место проводится в розыгрыше каждого трофея, начиная с сезона 2011/2012.
Этап в Лондоне в сезоне 2012/2013 проводился с участием 20 команд: 12 из них боролись за очки в Мировой серии, 8 боролись за место в «ядре». Нововведение оказалось разовым, и с сезона 2013/2014 этап Серии в Лондоне проводится по традиционным правилам, а путёвка в «ядро» разыгрывается в Гонконге.

### Этап в Гонконге
Гонконгский этап Мировой серии считается наиболее известным турниром. Он проводится в течение трёх дней. В сезоне 2011/2012 в нём участвовали 24 сборные, но со следующего сезона число расширилось до 28: 15 сборных из ядра и победитель Азиатской серии по регби-7 борются за очки в Мировой серии. Остальные 12 команд участвуют в квалификационном турнире за попадание в «ядро серии» (ранее это была квалификация в Мировую серию). С 2010 года в серии разыгрывается Щит. За Кубок борются шесть победителей групп и две лучшие из команд, занявших вторые места в группах.
В 2010 и 2011 годах использовалась другая система розыгрыша трофеев:
- За Кубок борются победители полуфиналов.
- За Тарелку борются проигравшие четвертьфиналисты.
- За Чашу борются четыре оставшиеся команды, занявшие вторые места в группах, и четыре лучшие команды, занявшие третьи места в группах.
- За Щит борются все оставшиеся восемь команд, которые участвовали в борьбе за Чашу в прошлые годы.

В 2012 году Гонконгскую серию разделили на два отдельных турнира: 12 команд ядра боролись за Кубок, Тарелку и Чашу по похожим правилам, а остальные 12 приглашённых сборных сражались за Щит и право попасть в «команды ядра». С 2013 года все четыре трофея разыгрывались в Гонконге в формате турнира для 16 сборных с участием команд ядра и победителя Азиатской серии по регби-7. С 2017 года разыгрываются только Кубок в финале, длящемся 20 минут (каждый тайм по 10 минут), и Трофей Вызова, согласно изменениям в начале Мировой серии 2016/2017.

### Начисление очков
Все участники Мировой серии набирают очки в турнире. Система начисления очков с сезона 2011/2012 гарантирует каждому участнику этапа хотя бы одно очко. Изначально новую систему вводили только для турниров на 16 команд, но для Гонконгской серии позже выработали и свои правила. Система начисления очков представлена ниже.
| Место | Итог выступления                                         | Очки |
| ----- | -------------------------------------------------------- | ---- |
| 1     | Обладатель Кубка, золотой медалист                       | 22   |
| 2     | Финалист Кубка, серебряный медалист                      | 19   |
| 3     | Победитель матча за 3-е место, бронзовый медалист        | 17   |
| 4     | Проигравший матч за 3-е место                            | 15   |
| 5     | Победитель матча за 5-е место                            | 13   |
| 6     | Проигравший матча за 5-е место                           | 12   |
| 7*    | Проигравшие финалистам матча за 5-е место                | 10   |
| 9     | Обладатель Трофея Вызова и победитель матча за 9-е место | 8    |
| 10    | Проигравший матч за 9-е место                            | 7    |
| 11*   | Проигравшие финалистам матча за 9-е место                | 5    |
| 13    | Победитель матча за 13-е место                           | 3    |
| 14    | Проигравший матч за 13-е место                           | 2    |
| 15*   | Проигравшие финалистам матча за 13-е место               | 1    |
Примечание: * Проигравшие делят места и получают одинаковое количество очков
Спорные моменты: Если не менее двух команд сравнялись по очкам по итогам серии, используются следующие критерии:
1. Разница между набранными очками, и очками, занесёнными противниками по ходу сезона.
2. Общее количество попыток по итогам сезона.
3. Если команды сравнялись и по первым двум критериям, они делят место.

## Бизнес

### Освещение в СМИ
В сезоне 2005/2006 Мировой серии уделили 1147 часов, из них 530 часов прямого эфира; показ игр шёл в 136 странах. К сезону 2008/2009 эфирное время превысило 3300 часов: 35 телерадиокомпаний из 139 стран на 15 языках транслировали матчи Серии. В сезоне 2009/2010 эфирное время уже составило 3561 час (в том числе 1143 часа в прямом эфире), матчи показывали 34 телерадиокомпанией в 141 стране на 16 языках. В сезоне 2010/2011 — 3657 часов освещения и 1161 час прямого эфира; к показу присоединились шесть стран. Показ игр шёл в 332 млн. домов, суммарная аудитория составила около 760 млн. человек.

### Спонсоры

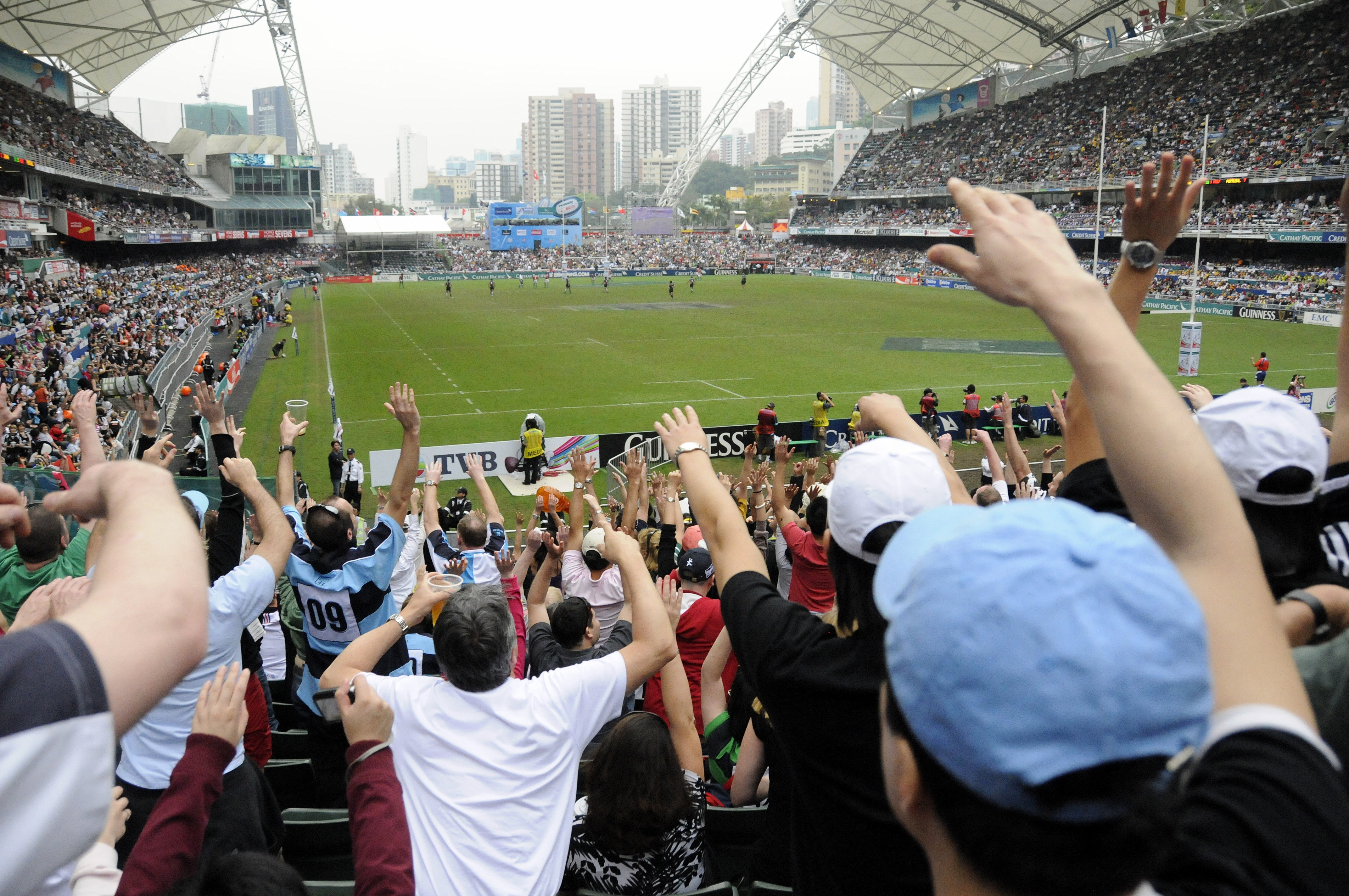
Зрители на этапе Мировой серии в Гонконге

В октябре 2010 года Международный совет регби заключил пятилетний спонсорский контракт с компанией HSBC, сделав её генеральным спонсором Мировой серии. Благодаря этому соглашению все турниры Мировой серии могут носить имя HSBC, начиная с этапа в Дубае, прошедшего 3 декабря 2010 года. HSBC оставила за собой права на наименование отдельных турниров, сохранив своё имя в наименовании всей Мировой серии. Новый контракт был подписан перед сезоном 2015/2016 сроком на 4 года, его действие распространяется и на женскую Мировую серию.
| Турнир         | Спонсор                   |
| -------------- | ------------------------- |
| Сидней         | HSBC                      |
| Дубай          | Emirates Airline          |
| ЮАР            | Cell C/Nelson Mandela Bay |
| Новая Зеландия | Hertz                     |
| США            | Нет спонсора              |
| Hong Kong      | Cathay Pacific/HSBC       |
| Япония         | Нет спонсора              |
| Шотландия      | Emirates Airline          |
| Лондон         | Marriott                  |

## Лучшие игроки сезонов
| Сезон   | Этапы | Бомбардир (очки)          | Бомбардир (попытки)             | Игрок года          |
| ------- | ----- | ------------------------- | ------------------------------- | ------------------- |
| 1999/00 | 10    |                           | Вилимони Деласау (83)           | Не присуждался      |
| 2000/01 | 9     |                           | Карл Те Нана (42)               | Не присуждался      |
| 2001/02 | 11    |                           | Брент Расселл (46)              | Не присуждался      |
| 2002/03 | 7     |                           | Насони Роко (39)                | Не присуждался      |
| 2003/04 | 8     |                           | Фабиан Джарис & Роб Тёрлби (39) | Саймон Амор         |
| 2004/05 | 7     |                           | Дэвид Леми (46)                 | Орене Аи'и          |
| 2005/06 | 8     | Бен Голлингз (343)        | Тимотео Иосуа (40)              | Уале Маи            |
| 2006/07 | 8     | Уильям Райдер (416)       | Микаэле Песамино (43)           | Афелеке Пеленисе    |
| 2007/08 | 8     | Томаси Кама-младший (319) | Фабиан Джарис (41)              | Ди Джей Форбс       |
| 2008/09 | 8     | Бен Голлингз (260)        | Коллинз Инджера (42)            | Олли Филлипс        |
| 2009/10 | 8     | Бен Голлингз (332)        | Микаэле Песамино (56)           | Микаэле Песамино    |
| 2010/11 | 8     | Сесил Африка (381)        | Сесил Африка (40)               | Сесил Африка        |
| 2011/12 | 9     | Томаси Кама-младший (390) | Мэтт Тёрнер (38)                | Томаси Кама-младший |
| 2012/13 | 9     | Дэн Нортон (264)          | Дэн Нортон (52)                 | Тим Миккельсон      |
| 2013/14 | 9     | Том Митчелл (358)         | Самисони Виривири (52)          | Самисони Виривири   |
| 2014/15 | 9     | Осеа Колинисау (312)      | Сибело Сенатла (47)             | Вернер Кок          |
| 2015/16 | 10    | Мэдисон Хьюз (331)        | Сибело Сенатла (66)             | Сибело Сенатла      |
| 2016/17 | 10    | Перри Бэйкер (285)        | Перри Бэйкер (57)               | Перри Бэйкер        |
| 2017/18 | 10    | Натан Хираяма (334)       | Карлин Айлс (49)                |                     |